# Ewy Rosqvist-von Korff
Ewy Rosqvist-von Korff, (folkbokförd som Evy Inga Ann-Marie von Korff) född 3 augusti 1929 som Ewy Jönsson i Herrestad i Malmöhus län, död 4 juli 2024 på Östermalm i Stockholm, var en av Sveriges mest framgångsrika rallyförare. Hon vann ett antal Europamästerskap, liksom damklassen i Midnattssolsrallyt (fyra gånger). Hennes största framgång är totalseger i Argentinas landsvägs-Grand Prix (Gran Premio) 1962, då hon hade Ursula Wirth (1934–2019) som kartläsare.

## Biografi

### Tidiga år
Ewy Jönsson föddes 1929 i Stora Herrestad utanför Ystad, som enda dotter i en lantbrukarfamilj med fem barn. Efter lantbruksskola blev hon veterinärassistent.
I sitt arbete som veterinärassistent var Jönsson tvungen att ha bil, eftersom hon ofta hade i regel 7–8 lantbruk att besöka per dag. Då föddes hennes intresse för (snabb) bilkörning, och efter ett tag började hon klocka sina restider mellan de olika gårdarna.
Både Ewy Rosqvist (som nu fått efternamnet Rosqvist efter giftermålet med Yngve Rosqvist) och maken blev medlemmar i Kungliga Automobilklubben, men inledningsvis var det mest Yngve Rosqvist som deltog i klubbens tävlande, med hustrun som kartläsare. Men efter önskemål från klubben började även Ewy Rosqvist med eget tävlande.

### Rallykarriär

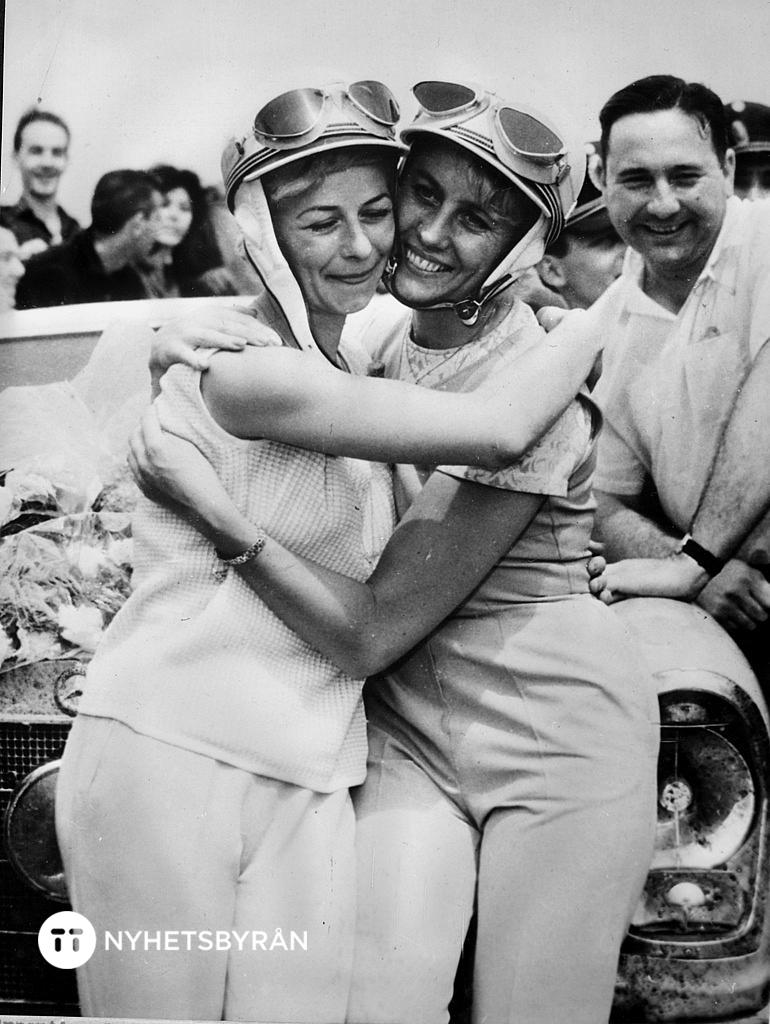
Ursula Wirth och Ewy Rosqvist firar segern i Argentinas Grand Prix-tävling 1962

Ewy Rosqvists tävlingskunnande ökade snabbt, och hon var efter ett tag en av Europas bästa kvinnliga förare. 1960 skrev hon på kontrakt för Volvo, som fabriksförare. Två år senare köpte Mercedes-Benz över henne, och därmed började det internationella tävlandet på allvar. Hon hade vissa år så mycket som 280 dagar på resa hemifrån.
Ewy Rosqvist vann europamästerskapen 1959, 1960 och 1961, det sista delat med Pat Moss. Hon vann damklassen i Midnattssolsrallyt mellan åren 1959 och 1962. 1962 deltog hon framgångsrikt i Argentinas Grand Prix-tävling (Gran Premio de Argentina, som första kvinna), hon körde en stor (två ton) Mercedes-Benz 220 SE och med Ursula Wirth som kartläsare. Duon vann alla sex deletapper och slog dessutom nytt tidsrekord från 1961 års 121 km/h till knappt 127 km/h.
Därefter nådde Rosqvist en andra- och en tredjeplats (1963 respektive 1964) i Argentinas GP, liksom seger i 2,5-literklassen i både Monte Carlo-rallyt och på Nürburgring. Hon nådde även framgångar i Akropolisrallyt och Spa-Sofia-Liège-rallyt.

### Efter karriären
1965 avslutade Rosqvist sitt tävlande i de stora loppen, efter att Mercedes-Benz lagt ner sitt rallystall. Företagets relativt tunga bilar hade då fått svår konkurrens av nya bilmärken med lättare bilar. Ewy Rosqvist fick erbjudande från Audi men valde att avsluta sitt tävlande på hög nivå. Hon hade då gift sig med Alexander von Korff, chef för Mercedes sportavdelning.
Ewy Rosqvist-von Korff avslutade tävlandet 1967, efter en karriär utan olyckor, avkörningar eller sönderkörda bilar. Hennes prispokaler och tävlingsbil finns numera utställda på Mercedes-Benz-Museum i Stuttgart. På museet arbetade hon i många år som guide och testförare för nya modeller från koncernen.
Rosqvist flyttade senare tillbaka till Sverige, efter att Alexander von Korff avlidit. I Sverige träffade hon Karl Gustav Svedberg, direktör på bilförsäljningsfirman Philipsons. De levde ihop fram till hans bortgång 2009.

## Utmärkelser
Ewy Rosqvist-von Korff blev utsedd till Årets idrottskvinna 1961.